# Nuri Dersimi

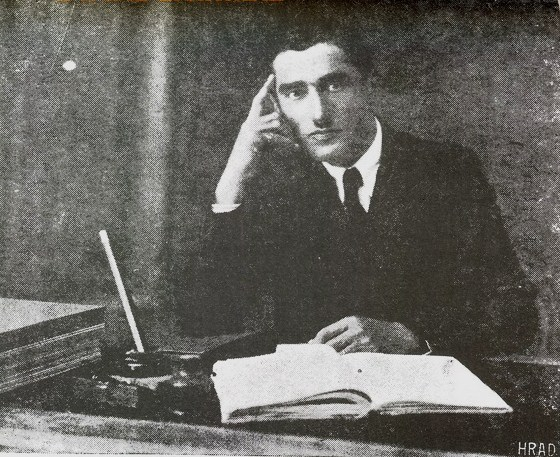
Nuri Dersimi

Mehmet Nurî Dersimî (* 1893 in Dersim, heute Tunceli; † 22. August 1973 in Aleppo) war ein alevitisch-kurdischer Politiker und Anführer.

## Leben und Wirken
Geboren wurde er 1893 in dem Dorf Axzonike im damaligen Dersim. Die Grundschule besuchte er 1899 in Hozat, die weiterführende Schule 1905 in Harput. 1911 begann er in Istanbul das Studium der Veterinärmedizin. Dort wurde er Mitglied der kurdischen Vereinigung Hevi-Kürt Talebe Cemiyeti (Hoffnung-Vereinigung der kurdischen Studenten) und 1912 sogar Sekretär der Kürdistan Muhibban Cemiyeti. Während des Ersten Weltkriegs wurde er von der osmanischen Regierung als Veterinär einberufen und 1914 nach Erzincan geschickt. In Erzincan wurde er Augenzeuge von Massakern an Armeniern. Wegen politischer Aktivitäten wurde er 1916 nach Kangal in Sivas versetzt. Dort heiratete er Sevli, die Tochter eines Aghas. Kurz danach wurde er nach Giresun gesandt. 1918 kam er nach Istanbul zurück und beendete sein Studium.

Nach seinem Studium ging Dersimi nach Sivas zurück und organisierte den Koçgiri-Aufstand von 1920 mit. Dersimi wurde eine wichtige Person des Aufstandes und der Berater von Said Rıza. Nach dem Koçgiri-Aufstand ging er nach Dersim. An dem ersten Aufstand von Dersim war er auch beteiligt. Er verlor aber dabei drei seiner Brüder und zuvor in Koçgiri seinen Sohn Ali. Nach dem Ausbruch des Dersim-Aufstandes 1937 floh Dersimi nach Syrien, musste dann aber 1938 nach Amman gehen, da die französische Mandatsmacht in Syrien ihn auf Druck der Türkei ausgewiesen hätte. Beim Dersim-Aufstand verlor Dersimî seine Tochter. Er beschrieb das folgendermaßen: 

„Reihenweise warfen sich kurdische Mädchen und Frauen dem Tod in die Arme, indem sie sich in Abgründe stürzten oder sich erschossen, um den Türken nicht in die Hände zu fallen. [...] Unter denen, die sich in die Iksor-Schlucht warfen, war auch mein vierzehn Jahre altes Mädchen Fato“

Allerdings blieb er nur bis 1940 in Amman und ging wieder zurück nach Aleppo in Syrien. Bis zu seinem Tod 1973 blieb er in Syrien. Sein Grab soll er sich 10 Jahre vor seinem Tod selber gegraben haben. Er liegt bei Afrin begraben. Nach der völkerrechtswidrigen Besetzung von Afrin durch die türkische Armee sind viele Friedhöfer geschändet worden, unter anderem auch das Grab von Nuri Dersimi und seiner Ehefrau Feride. Sowohl die „Ansprache an die kurdische Jugend“, als auch das Foto von Dersimi und seiner Frau, die nach seinem Tod am Grab eingerichtet wurden, sind entfernt worden. Die Moschee am Friedhof wurde laut regionalen Quellen von FSA-Milizen geplündert.

## Bücher
- Kürdistan Tarihinde Dersim (Dersim in der Geschichte Kurdistans). Konkar, Köln 1988 (Nachdr. d. Ausg. Aleppo 1952).
- Hatıratım (Meine Memoiren). Weşanêm Roja Nu, Stockholm 1986, ISBN 91-7672-017-9.